# Чернояр
Чернояр — село в составе Морсовского сельсовета Земетчинского района Пензенской области России.

## География
Село расположено в 48 км к северо-западу от районного центра Земетчино. Недалеко от села протекает река Выша. В 3 км севернее проходит граница Пензенской и Рязанской областей, а в 2 км восточнее — граница Пензенской области и Республики Мордовия.

## История
Чернояр упоминается в ревизской сказке 1816 года по Шацкому уезду как деревня. Также сохранилась ревизия 1858 года, где переписаны крестьяне статского советника Иммануила Дмитриевича Нарышкина. В 1897 году входило в состав Чернопосельской волости Шацкого уезда Тамбовской губернии. В 1913 г. – церковноприходская школа.
С 1928 года село являлось центром Морсовского сельсовета Земетчинского района Тамбовского округа Центрально-Чернозёмной области (с 1939 года — в составе Пензенской области). В 1934 г. – 467 дворов, колхоз «Красное Знамя». С 1941 по 1958 год село — в составе Салтыковского района, центральная усадьба колхоза имени Кирова. В 1980-е гг. — центр Черноярского сельсовета, центральная усадьба совхоза «Черноярского». С 2010 года — в составе Морсовского сельсовета.

## Население
| 1862 | 1897 | 1913  | 1926  | 1934  | 1959  | 1979  |
| ---- | ---- | ----- | ----- | ----- | ----- | ----- |
| 273  | ↗993 | ↗1344 | ↗1631 | ↗1849 | ↘1376 | ↘1052 |
| 1989 | 1996 | 2002  | 2010  |       |       |       |
| ↘758 | ↘659 | ↘489  | ↘268  |       |       |       |

На 1 января 2004 года в селе имелось 251 хозяйство, 494 жителя.

## Инфраструктура
В селе имеются Филиал МОУ Средняя общеобразовательная школа с. Большая Ижмора, дом культуры, фельдшерско-акушерский пункт, отделение почтовой связи.